# Sulfure d'argent
Pour les articles homonymes, voir Ag2S.
Le sulfure d'argent est un composé ionique, de formule brute Ag2S, formé par l'anion sulfure S2− et par le cation métallique argent (I) Ag+. Il est responsable de la couleur noire qui se forme sur l'argenterie par réaction de celle-ci avec le soufre contenu dans les aliments.
La formation du sulfure d'argent commence par l'oxydation de l'argent solide grâce au dioxygène de l'air.